# Débord de Loire
Débord de Loire est un événement nautique et artistique qui a lieu tous les trois ans sur l’estuaire de la Loire. Il se déroule pendant une semaine dans 17 villes de l’estuaire (de Mauves-sur-Loire jusqu’à Saint-Nazaire). Débord de Loire valorise le patrimoine nautique et maritime du territoire. L'événement est majoritairement gratuit (seules les visites de bateaux sont payantes). Au cœur de l’événement, une parade nautique spectaculaire réunit 200 bateaux qui remontent la Loire de Saint-Nazaire à Nantes. De nombreux bateaux sont ouverts aux visites à quai. La programmation artistique est centrée sur la danse et propose des bals, des spectacles participatifs, des ateliers d’initiation. Une grande vélo-parade a lieu entre Couëron et Nantes.  

## Origine de Débord de Loire
L’événement est né en 2016 à l’occasion des 120 ans du trois-mâts Belem. Il fait partie des 30 engagements pour l’avenir de la Loire issus du débat Nantes, la Loire et nous initié par Nantes Métropole[source insuffisante]. Le Belem, construit à Nantes en 1896 et dont la ville est le port d’attache, participe à toutes les éditions[source insuffisante].  

## L'événement nautique

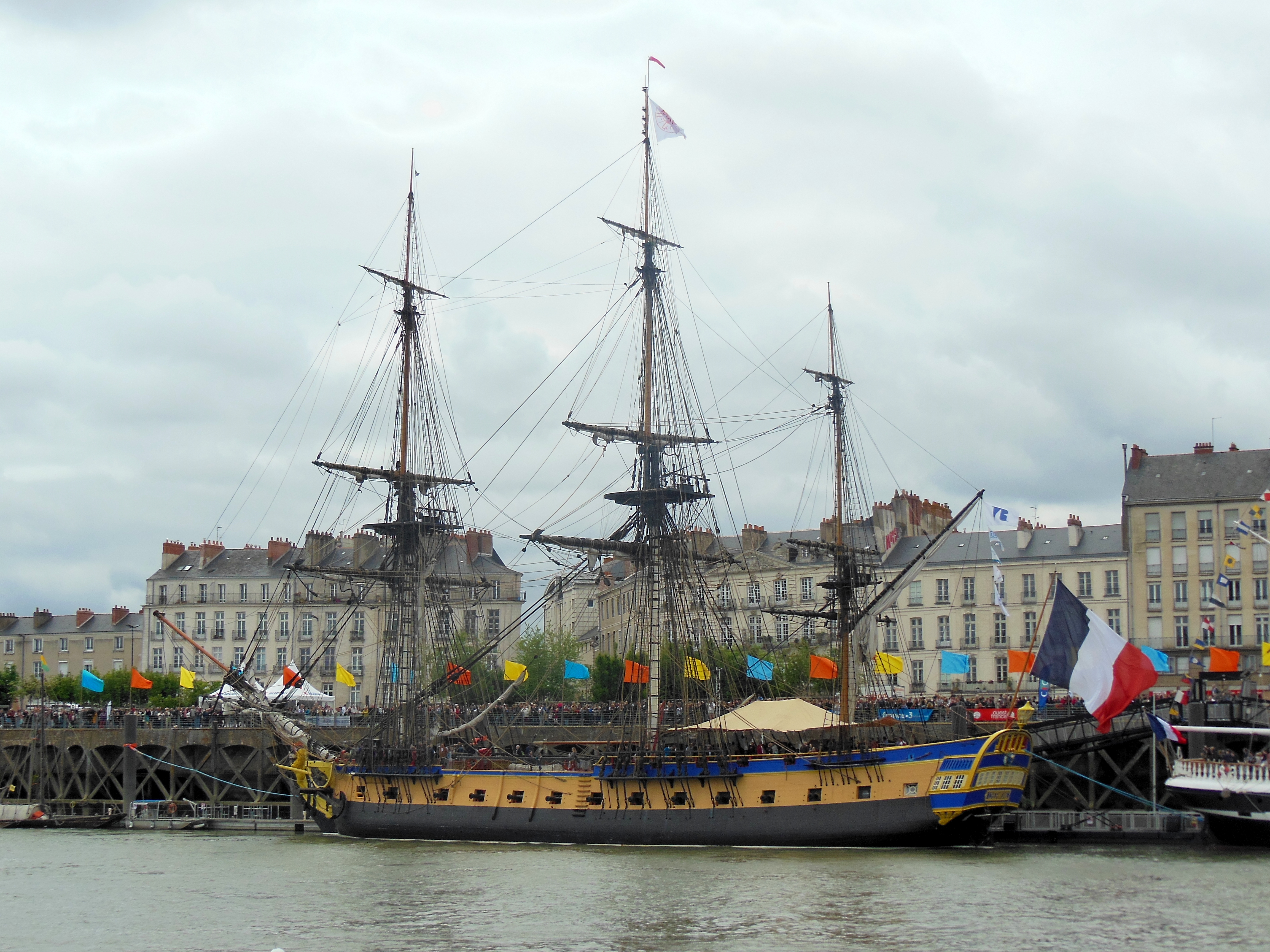
Débord de Loire 2019 l ’Hermione

En 2019, l’événement a accueilli la frégate l’Hermione. À cette occasion, l'ancre de la frégate (retrouvée en 2005 lors de fouilles archéologiques au large du Croisic où avait eu lieu le naufrage en 1793) était présentée au public. 
L’édition 2022 a été repoussée d’un an et a eu lieu du 30 mai au 5 juin 2023. Pour cette 3e édition, l’événement a accueilli les trois-mâts Oosterschelde et Le Français (ex-Kaskelot), ainsi que le lougre Corentin (présent en 2019), le thonier Biche, ou encore le lougre anglais Grayhound,. La thématique de cette édition était le transport à la voile. 
Des bateaux classés Monuments Historiques ou Bateaux d’Intérêt Patrimonial sont régulièrement invités (Vétille, Lechalas, toues traditionnelles de Loire, Belem, l'Étoile du Roy, Hydrograaf. L’événement réunit également au sein de sa flottille des bateaux qui participent à l’activité portuaire de la Loire (remorqueur, barge, bateau d’entretien des Voies Navigables de France…) mais aussi des bateaux de plaisance ou de course au large. 
La quatrième édition aura lieu du 12 au 18 juin 2025. 

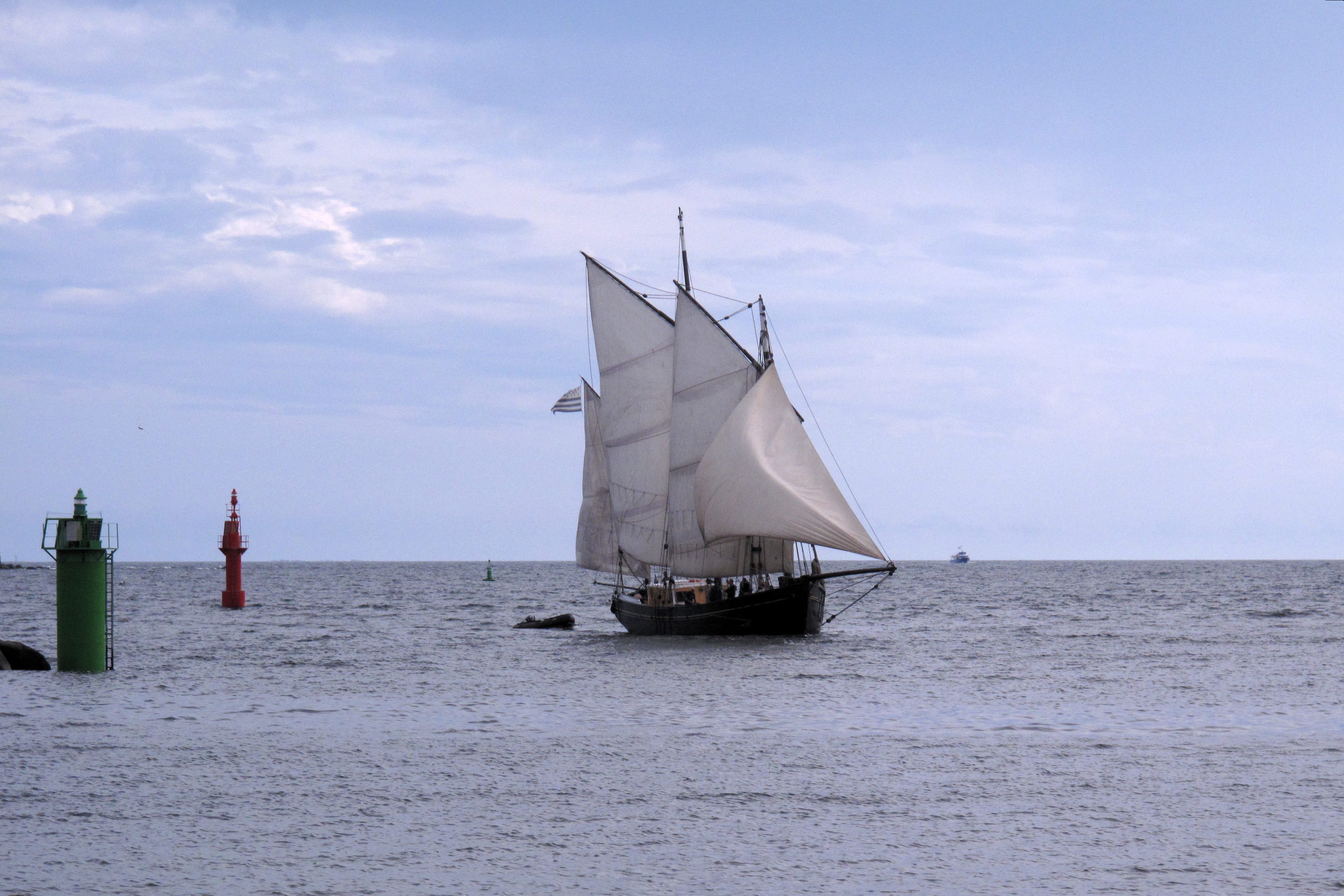
Corentin était présent en 2019 et 2023